# Mercantile National Bank Building
El Mercantile National Bank Building (conocido coloquialmente como The Merc) es un rascacielos de 31 pisos y 159,4 metros (m) en el Distrito Main Street del Downtown de la ciudad de Dallas, en el estado de Texas (Estados Unidos). Es la antigua sede del Mercantile National Bank, que luego se convirtió en MCorp Bank. Es de estilo moderno de la era art déco y fue diseñado por Walter W. Ahlschlager. Tiene una serie de retranqueos y está coronado por un reloj ornamental de cuatro lados junto con una aguja meteorológica decorativa. Fue el elemento principal de un complejo de cuatro edificios que con el tiempo abarcó toda una manzana.

## Historia
El sitio a lo largo de Ervay Street entre Main y Commerce anteriormente albergaba el emblemático edificio de la oficina de correos construido en 1889 que presentaba una prominente torre del reloj. Después del abandono, fue objeto de rumores, planes y esquemas, pero para 1936, los líderes empresariales locales lo habían declarado un pasivo y fue demolido.
El Mercantile National Bank Building se completó en 1943 y fue el único rascacielos importante construido durante la Segunda Guerra Mundial. El gobierno de Estados Unidos había pedido el cese de la construcción privada para abastecer de combustible los materiales necesarios para la guerra. Sin embargo, la mayor parte del acero de la torre había sido prefabricado y recibió una exención especial del gobierno. Los murales de madera de estilo art déco del vestíbulo eran los más grandes del mundo en ese momento. Además del banco y otras oficinas, el gobierno federal tomó 10 pisos para ocupar las oficinas de varias agencias de guerra. El propietario y fundador de Mercantile Bank, Robert L. Thornton, construyó su propio ático en los pisos superiores.
En 1947, se construyó una torre iluminada, que KERA utilizó para transmisiones de radio. En 1958, esta torre fue reemplazada por la actual torre de iluminación y reloj. En la década de 1960, la fachada de piedra original en la base del edificio estaba cubierta por una fachada de muro cortina modernista.
Cuando se terminó, el Merc era el edificio más alto al oeste del río Misisipi y fue el más alto de Dallas hasta 1954, cuando la Republic Bank Tower lo superó. Tiene 31 pisos, y cuando se incluye la torre del reloj ornamental de 35 m, tiene 166 m de altura; convirtiéndolo en el edificio número 19 más alto de Dallas. También contiene 33.385 m² de espacio de piso.

### Expansión
El Merc fue el elemento principal de un complejo de cuatro edificios que eventualmente abarcó una manzana completa. El Mercantile Securities Building se construyó inmediatamente al este de la torre principal en 1949 y tenía 14 pisos de altura, incluidos 19.813 m² de espacio. El Mercantile Dallas Building se completó en 1954. Tenía 110 m y 22 pisos de altura con 32.241 m² en el interior. Fue construido detrás de la mitad sur del edificio Securities y corría por Commerce Street hasta St Paul Street. La última adición al bloque fue el Securities Annex en 1972. Inicialmente tenía cinco pisos y estaba diseñado para expansión vertical en una fecha posterior. Sus 10.807 m² de espacio estaban en la esquina noreste del bloque.
El banco también construyó y compró otras estructuras cerca de la torre principal. El Mercantile Continental Building se construyó en 1948 al otro lado de Commerce Street para satisfacer las necesidades de espacio de oficinas y estacionamiento del banco en crecimiento. Más tarde, el banco construyó el Jackson Street Garage, que contenía el gran banco de motor del banco, detrás del Continental Building. Se construyó un túnel para conectar el garaje y el Edificio Continental con el complejo principal a través del Edificio Dallas.
En 1976, el banco compró la vecina Vaughn Tower al otro lado de Commerce Street. Prather Street divide Continental y Vaughn Tower. El banco rebautizó el edificio como  Mercantile Commerce Building.
El edificio final que construirá MCorp Bank fue Momentum Place, terminado en 1987 en Main Street. MCorp ocupó 60.000 m² del edificio de 100.000 m². El edificio conectaba el complejo original a la Red Peatonal de Dallas al norte con una nueva pasarela subterránea al Anexo de Valores.
La recesión económica de finales de la década de 1980 junto con la crisis de ahorros y préstamos señalaría el fin de MCorp Bank. Fue disuelto por Bank One Corporation en el verano de 1989 después de numerosos trimestres de pérdidas de ganancias. El complejo se siguió utilizando ocasionalmente hasta que el edificio quedó vacío el 5 de febrero de 1993.

### Reutilización
En 1985, Cadillac Fairview, desarrollador del Eaton Centre de Toronto, propuso convertir el complejo en un centro comercial de 13.000 m², conectando los anclajes adyacentes Neiman Marcus Building y Titche-Goettinger Building. El plan incluía demoler las adiciones y conservar la torre principal, pero el proyecto fue abandonado.
Con el aumento de la demanda en la vida urbana del centro, hubo interés en convertir la estructura a usos residenciales. Sin embargo, el complejo estaba lleno de asbesto, que sería necesario retirar antes de que pudiera comenzar cualquier remodelación. El complejo también estaba mal configurado para uso residencial, ya que tenía mucho espacio en el piso sin ventanas, lo que requería la demolición de algunos edificios. Las dos combinaciones dieron lugar a una reconversión cara.
Tres propuestas diferentes fracasaron antes de que Forest City Enterprises, con sede en Cleveland, pudiera hacer que las cifras financieras funcionaran. FCE anunció un acuerdo con la ciudad de Dallas en junio de 2005 para recibir 60,5 millones de dólares de la ciudad para rehacer el edificio. La torre principal se convirtió en 225 apartamentos con locales comerciales en la planta baja. Las tres adiciones, no consideradas históricamente significativas, fueron demolidas. Se eliminó el muro cortina modernista en la base, dejando al descubierto su exterior original y se agregaron balcones a la fachada este, aunque la mayoría de los elementos de diseño interior se perdieron durante los años de renovación.
En el sitio del Securities Annex hay un nuevo edificio de apartamentos de 15 pisos, el Element, con estacionamiento construido debajo. Se agregaron una piscina y una plaza para los residentes de Mercantile Place, que también incluye el histórico Wilson Building en un bloque adyacente. La gran inauguración se celebró en abril de 2009.
Los inquilinos minoristas han tardado en materializarse debido a las condiciones económicas en el momento de la apertura. Jean Michel's, un exclusivo restaurante francés, estaba programado para abrir en la base del Element building, con vistas a Main Street Garden Park, que se encuentra al otro lado de St. Paul Street. Sin embargo, estos planes fracasaron.
El propietario recibirá millones de dólares de la ciudad para convertir el vecino Continental Building en 150 unidades residenciales adicionales. Además, el propietario convertirá otro complejo de edificios históricos que Atmos Energy donó a la Ciudad para uso residencial. Desde entonces, este proyecto ha sido transferido a Hamilton Properties.

## Reloj de torre
La reloj de torre y la aguja ornamental de 35 m de altura es un hito local y un punto de referencia en el centro de Dallas. Hay cuatro relojes de torre de 9,4 metros de diámetro, que se encuentran entre las esferas de reloj más grandes de los Estados Unidos. En 2007, Electric Time Company fabricó nuevos movimientos y agujas de reloj de torre. Las manecillas del reloj están iluminadas con LED, que reemplazaron al neón original. Sobre el reloj, una serie de luces LED (originalmente neón) muestran información meteorológica. Los anillos de luz blanca parpadean hacia arriba cuando las temperaturas suben y hacia abajo cuando descienden. Una luz en forma de estrella en la parte superior de la aguja se ilumina en verde cuando el pronóstico del tiempo es bueno y roja cuando no.

## Obras de arte
Durante las expansiones de edificios de la década de 1950, se fabricaron mosaicos sustanciales del artista Millard Sheets en Venecia y se instalaron en los vestíbulos, escaleras y oficinas ejecutivas. Durante el proceso de demolición y renovación, los conservacionistas históricos pidieron la eliminación de docenas de mosaicos, vidrieras y obras de arte esmaltadas. El inversionista y desarrollador de Dallas, Timothy Headington, ofreció los 270.000 dólares estimados necesarios para preservar y almacenar la obra de arte. Una empresa local, Studio van Enter, eliminó algunos mosaicos. Los elementos decorativos más pequeños se han vuelto a mostrar en las áreas públicas del edificio renovado, mientras que las piezas más grandes permanecen almacenadas. Existe un mosaico similar en el exterior del vecino Mercantile Continental Building.

## Escuelas zonales
El edificio está dentro del Dallas Distrito Escolar Independiente.
Los residentes están divididos en zonas para la escuela primaria City Park, la escuela secundaria Dade y la James Madison High School.

## Inquilinos
- Los Dallas Texans (ahora Kansas City Chiefs) tenían su sede en el edificio desde su fundación en 1960 hasta que se mudó a Kansas City al final de la temporada de 1962.[12]

## Galería

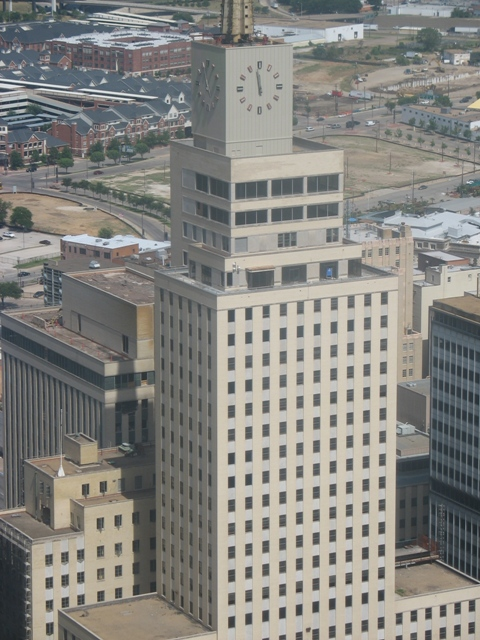
El Mercantile antes de la renovación, con el Securities Building en el medio y el Dallas Building detrás.
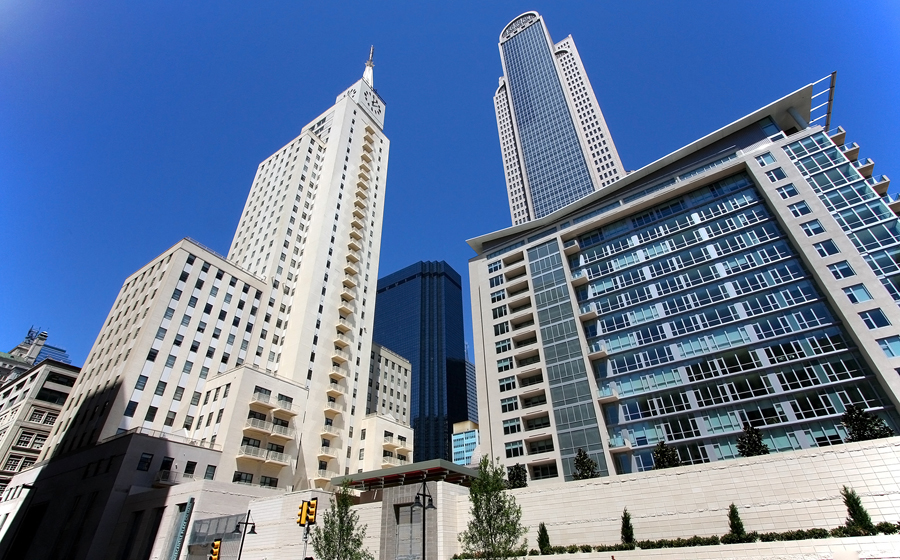
El renovado Mercantile Place on Main, que incluye el histórico edificio Mercantile y el nuevo Element.
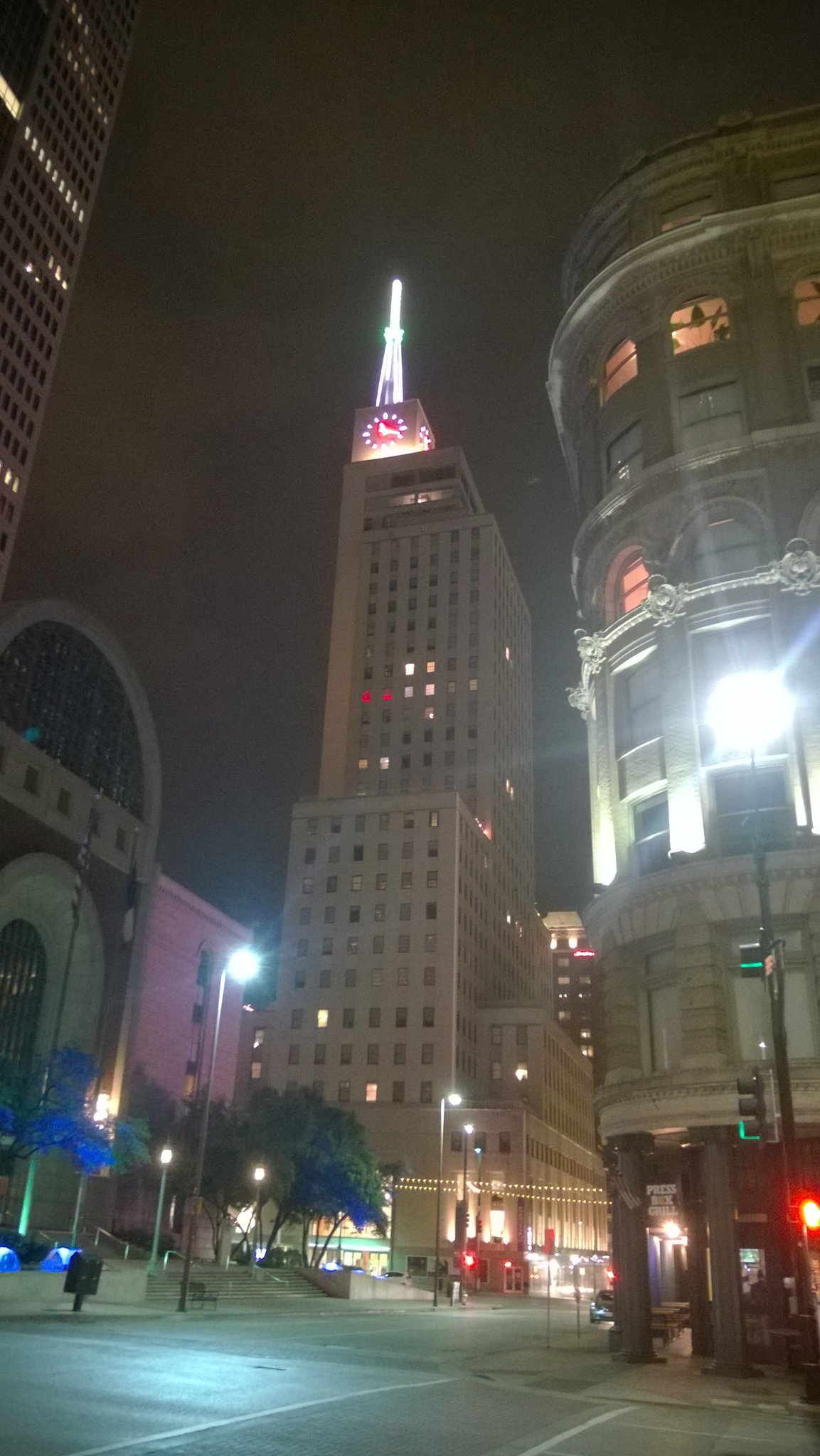
El Mercantile por la noche.
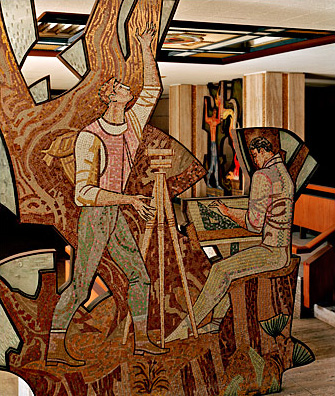
Mosaicos creados por el artista Millard Sheets.